# تشتشلیتسه
تشتشلیتسه (به چکی: Čečelice) یک منطقهٔ مسکونی در جمهوری چک است که در ناحیه میلنیک واقع شده‌است. تشتشلیتسه ۱۱٫۵۵ کیلومتر مربع مساحت و ۶۳۸ نفر جمعیت دارد و ۱۸۰ متر بالاتر از سطح دریا واقع شده‌است.